# 霍希扬
霍希扬（1921年9月29日—2005年6月29日），笔名希扬，又名霍希杨，男，河南开封人，中国歌词作家，曾任中央歌舞团、中央民族乐团创作组组长、中央歌舞团领导小组成员兼创作研究室主任、《词刊》编委、歌词研究会理事，有歌词作品三百余首，其中代表作有《社会主义好》、《工人阶级硬骨头》等。

## 生平
霍希扬家境贫穷、少年失学，1941年赴太行山抗日根据地抗战高等学校学习文学。翌年赴延安，入延安大学社会科学院学习。
1944年入鲁迅艺术学院学习音乐。次年进入鲁艺文工团，从事歌词创作。